# Warburton Peak
Warburton Peak är en bergstopp i Sydgeorgien och Sydsandwichöarna (Storbritannien). Den ligger i den nordvästra delen av Sydgeorgien och Sydsandwichöarna. Toppen på Warburton Peak är 1 089 meter över havet.
Terrängen runt Warburton Peak är huvudsakligen kuperad.  Trakten runt Warburton Peak är nära nog obefolkad, med mindre än två invånare per kvadratkilometer. Det finns inga samhällen i närheten. Trakten runt Warburton Peak består i huvudsak av gräsmarker.